# Шабуня, Константин Иванович
Константин Иванович Шабу́ня (бел. Канстанцін Іванавіч Шабуня; 1912—1984) — белорусский советский историк, педагог. Доктор исторических наук (1964), профессор (1966). Член-корреспондент АН БССР (1969). Заслуженный деятель науки БССР (1975).

## Биография

Могила Шабуни на Восточном кладбище Минска.

Родился в крестьянской семье в деревне Довгиничи (ныне — Узденский район, Минская область, Белоруссия). Окончил Минский педагогический институт (1937). В 1964 году защитил докторскую диссертацию.
Участник Великой Отечественной войны.
В 1940—1941 годах — преподаватель БГУ. В 1946—1947 годах — старший научный сотрудник Института истории АН БССР, в 1948—1956 годах — консультант, заведующий сектора, заместитель заведующего отделом ЦК КПБ. С 1956 года заведующий сектора публикаций, истории Белоруссии досоветского общества Института истории АН БССР. Одновременно в 1946—1972 годах преподавал в ВУЗах Минска..

## Научная деятельность
Занимался исследованием истории крестьянства и сельского хозяйства Белоруссии, крестьянского движения, деятельности организаций РСДРП. Являлся одним из первых исследователей белорусской аграрной и крестьянской истории конца ХІХ — начала ХХ вв.